# Dodiko
Dodiko (... – 29 agosto 1020) fu un conte che amministrò vasti territori nell'Hessengau, nell'Ittergau ("Nitherga") e nel Nethegau dal suo castello sul Wartberch a Warburg nei primi decenni dell'XI secolo. Le sue proprietà terriere si estendevano da Höxter fino all'estremo sud dell'Assia settentrionale (Nordhessen).

## Biografia
È probabile che i suoi genitori fossero Amelung di Sassonia della stirpe dei Billunghi e Ildegonda di Geseke, figlia di Bernardo della stirpe di Haolde (o Haholde) che nel X e XI secolo erano conti nella parte occidentale della zona di Paderborn, Warburg e Corvey. Potrebbe essere un nipote del primo e un fratello del secondo Haold. A giudicare dalle usanze Ildegonda era sposata con Amelung, conte di Padergau e Vogt della chiesa di Paderborn, e quindi erano i genitori di Dodiko. Dodiko era il nipote di Ecberto il Guercio della stirpe Billunga e il fratello di Sigebode I.
Dopo che l'erede designato, il suo unico figlio (illegittimo), morì in un incidente a cavallo nel 1018, Dodiko concluse una precaria con il vescovo Meinwerk di Paderborn. In esso lasciò in eredità tutti i suoi averi all'Hochstift di Paderborn, ricevendone l'uso per il resto della sua vita. Dodiko morì il 29 agosto 1020.
L'imperatore Enrico II confermò il passaggio di proprietà e nel 1021 e trasferì anche i diritti del conte nell'Hessengau sassone al vescovo Meinwerk. Il successore di Enrico, l'imperatore Corrado II, in seguito a un intrigo proveniente dall'arcivescovado di Magonza, ritirò i diritti comitali da Paderborn e li cedette a Magonza; nel 1033, tuttavia, essi passarono definitivamente a Paderborn.

## Fonti
- Codex traditionvm Corbeiensivm – Site. 147 -171- 172,
- Regesta Historiae Westfaliae